# Daze Maxim
Daze Maxim (* 29. März 1977 in Zabrze, Polen; eigentlich Markus Stanislaw Manowski) ist ein deutscher Musiker, der sich im Bereich Elektronische Musik international einen Namen gemacht hat. 

## Leben
Daze Maxim kam im Alter von vier Jahren nach Deutschland, nachdem seine Eltern von Polen nach Deutschland emigrierten. Er wuchs in Düsseldorf auf und interessierte sich schon früh für diverse Musikinstrumente. In seinen jungen Jahren hat ihn Musik von Carlos Santana und Herbie Hancock geprägt. Mit zwölf Jahren begann er mit Computermusik. Mit einem Commodore Amiga machte er seine ersten Schritte in Richtung Elektronische Musik. Bereits mit 15 Jahren stand er als DJ hinter Plattenspielern auf diversen Events. Zu diesem Zeitpunkt begann auch sein großes Interesse an Jazz.
1995 veröffentlichte er seine erste Platte auf Jakpot, einem Label von Oliver Bondzio (Hardfloor, a Damn Phreak Noize Phunk) und Heinrich Tillack (Plus8).
Drei Jahre später gründete er zusammen mit Oliver Bondzio das Label Serial Killer's Haircut. Im Jahr 2000 erschien sein Debütalbum Same Place The Bot Got Smashed auf Harthouse. 2002 folgten Produktionen auf Cocoon Recordings. 2005 gründete er zusammen mit Jan Krüger das Label Hello?Repeat Records.

## Diskografie

### Veröffentlichungen
- Parc 1 (12") Jakpot*
- Parc 2 (12") Jakpot
- Network Contour EP (12") Serial Killers Haircut
- Gentlemans Orchestra - Jazz Is The Colour EP (12") Gentleman's Haircut
- Concorde - First Class Ticket (12") Gentleman's Haircut
- Gentlemans Orchestra - Clash & Bowling EP (12") Gentleman's Haircut
- Symetrique - Swinging Cabble (12") Gentleman's Haircut
- Penthouse Decor (12") Serial Killers Haircut
- Sports & Crime EP (12") Serial Killers Haircut
- Mathematical Breakfast (12") Serial Killers Haircut
- Motivo (12") Jakpot
- Rumble Pack EP (12") Serial Killers Haircut
- Mathematical Breakfast (12") Harthouse
- Same Place The Bot Got Smashed (CD) Harthouse
- Same Place The Bot Got Smashed (2xLP) Harthouse
- Same Place The Bot Got Smashed (2xLP) Serial Killers Haircut
- Remis Playaz (12") Harthouse
- Husky Stash (12") Cocoon Recordings
- Rio Besenreiser (12") Kahlwild
- Heartz4 - Bad Heroin Or Is It Morning Sickness? (12") Hello?Repeat
- Heartz4 - Intimacy Girl (12") Hello?Repeat
- Daze Maxim - Simply Drivin' Gold" (12") Hello?Repeat
- Dazko - WaitApplyAbuse (10" / CD) Combination Records
- Pull Absurde (12") Hello?Repeat
- Tremor EP (12", EP) Kahlwild
- Untitled (10", S/Sided, Ltd) Hello?Repeat
- Je M'apelle Merde EP (12", EP) Kahlwild
- One Million Shakers EP (12") Hello?Repeat
- Deepcut59 (12") Story
- Mit Pauken Und Trompeten Vol. 3 (12") Platzhirsch Schallplatten
- Organ Message (12") Hello?Repeat

### Produktionen
- Portrait Of A Masterpiece (12") Cocoon Recordings
- Straight Outta D-Town (2xLP) Cocoon Recordings
- Straight Outta D-Town (CD) Cocoon Recordings
- Cassis EP (12") Moon Harbour Recordings

### Remixe
- Hardfloor Will Survive (CD5" / 12") Hardfloor Will Survive...  Harthouse
- You're So Alien (12") You're So Alien  Harthouse
- You're So Alien (12") You're So Alien (12")  Serial Killers Haircut
- Corrado (12") Sustained Buxom Mad Chips (12") Serial Killers Haircut
- Lärm 3 (CD) Sustained Buxom Mad Chips (12") H&G Records
- Sustained Buxom Mad Chips (12") Sustained Buxom Mad Chips Harthouse
- Paul Brtschitsch Clamber Remixes (12") Clamber Frisbee Tracks
- Lärm 5 (CD)  You're So Alien H&G Records
- A. Vivanco - Las Velas No Arden (12") Kahlwild
- Glagla - Nightlife (12" / CD) Combination Records